# Brookton (West-Australië)
Brookton is een plaats in de regio Wheatbelt in West-Australië. Het ligt op de kruising van de Great Southern Highway met de Brookton Highway, 183 kilometer ten zuidoosten van Perth, 32 kilometer ten zuiden van Beverley en 70 kilometer ten noorden van Narrogin.

## Geschiedenis
De oorspronkelijke bewoners van de streek zijn de Balladong Nyungah Aborigines. De aboriginesnaam voor de streek is Kalkarni.
John Seabrook (1818-1891) was de eerste Europeaan die zich in de streek vestigde in 1846. Hij noemde zijn eigendom 'Brookton House'. Er waren ook sandelhoutsnijders actief in de streek. De tweede Europeaan die zich permanent in de streek vestigde was Seabrooks stiefzoon A.W. Robinson in 1864. In de jaren 1860/70 werd er ontbost om graan- en schapenboerderijen op te starten. Er kwam een spooraansluiting, die Seabrook Siding werd genoemd naar John Seabrook, om de boeren te bedienen. Er werd aangesloten op de Great Southern Railway die officieel opende in 1889. Er werd een spoorwegstation gebouwd dat Brookton werd genoemd. In 1895 werd de plaats Seabrook gesticht aan het station Brookton. De naam werd in 1899 officieel naar Brookton veranderd om verwarring tegen te gaan, onder meer ook omdat er reeds een Seabrook bestond nabij York.
Tegen 1903 waren er enkele winkels, een school, een bank en een hotel in Brookton. In 1906 werd de Brookton Road Board gevormd. In 1940 werd in Brookton een grote silo voor de opslag van granen gebouwd.

## 21e eeuw
Brookton is het dienstencentrum voor de landbouwers en veetelers uit de streek. Er is een bibliotheek, een zwembad, een basisschool en een secundaire school. Er is een verzamel- en ophaalpunt voor de oogst van de graanproducenten aangesloten bij de Co-operative Bulk Handling Group.
In 2021 telde Brookton 732 inwoners tegenover 576 in 2006.

## Toerisme
- Het Old Railway Station & Pioneer Park biedt onderdak aan een galerij en heeft picknickfaciliteiten.
- Rond Nine Acre Rock & Jack Hansen Ruins wordt 's winters gewandeld om wilde bloemen te bekijken.
- Brookton Museum & Heritage Centre is een streekmuseum in het oude politiekantoor.
- Boyagin Rock is een belangrijke plaats voor de Aborigines. Men kan er wandelen in het natuurreservaat.
- Vanop de Town Lookout heeft men een panoramisch uitzicht over Brookton en omgeving.[10]

## Klimaat
Brookton kent een mediterraan klimaat met hete droge zomers en koele vochtige winters.
| Maand                                  | jan  | feb  | mrt  | apr  | mei  | jun  | jul  | aug  | sep  | okt  | nov  | dec  | Jaar  |
| -------------------------------------- | ---- | ---- | ---- | ---- | ---- | ---- | ---- | ---- | ---- | ---- | ---- | ---- | ----- |
| Gemiddeld maximum (°C)                 | 33,0 | 32,4 | 29,5 | 25,0 | 20,5 | 17,2 | 16,1 | 16,8 | 19,2 | 23,4 | 27,6 | 31,0 | 24,3  |
| Gemiddeld minimum (°C)                 | 15,5 | 16,0 | 14,4 | 11,2 | 7,7  | 5,5  | 4,5  | 4,6  | 5,4  | 7,5  | 11,1 | 13,5 | 9,7   |
|                                        |      |      |      |      |      |      |      |      |      |      |      |      |       |
| Neerslag (mm)                          | 13,5 | 15,4 | 18,1 | 25,7 | 56,2 | 83,9 | 84,9 | 62,3 | 38,6 | 25,4 | 14,6 | 10,5 | 449,1 |
| Regendagen (dag)                       | 1,5  | 1,8  | 2,3  | 3,9  | 7,4  | 10,5 | 11,6 | 9,8  | 7,4  | 4,9  | 2,7  | 1,7  | 65,5  |
| Relatieve luchtvochtigheid (%)         | 29   | 34   | 37   | 45   | 53   | 62   | 66   | 61   | 55   | 41   | 32   | 28   | 45,3  |
| Bron: Australian Bureau of Meteorology |      |      |      |      |      |      |      |      |      |      |      |      |       |